# Ábelová
Ábelová (slowakisch 1927–1948 „Abelová“ – bis 1927 auch „Jabelová“; ungarisch Ábelfalva – bis 1907 Abelova und älter Abellehota, lateinisch Abel) ist eine Gemeinde im Okres Lučenec in der Slowakei, mit 219 Einwohnern (Stand 2021).

## Geographie
Ábelová liegt im Ostrôžky-Gebirge, das sich beim Ort mit dem Hochland Krupinská planina trifft. Der Hauptort liegt auf einem Rücken zwischen den Bächen Madačský potok und Ľuboreč. Das Ortszentrum liegt auf einer Höhe von 596 m n.m. und ist 18 km von Detva und 21 km von Lučenec entfernt.
Neben dem Hauptort gehören auch die ehemals selbständigen Orte Madačka (1973 eingemeindet) und Nedelište (1990 eingemeindet) zur Gemeinde.
Nachbargemeinden sind Detva und Budiná im Norden, Tuhár im Nordosten, Polichno im Osten, Lentvora im Südosten, Šuľa im Süden, Červeňany im Südwesten, Horný Tisovník im Westen und Stará Huta im Nordwesten.

## Geschichte

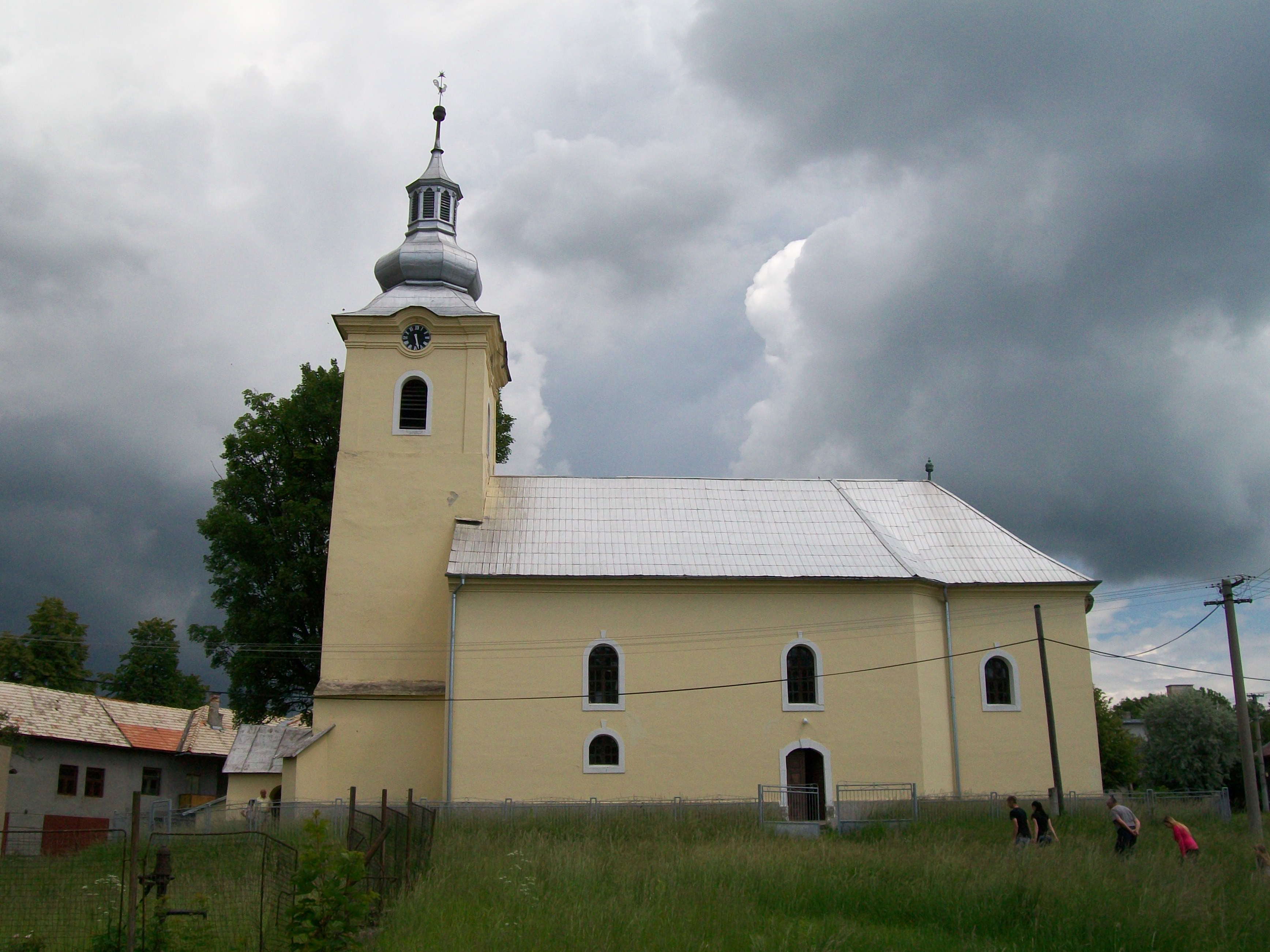
Lokale evangelische Kirche

Die erste schriftliche Erwähnung erfolgte im Jahr 1275 als Abelfeuld und der Ort wurde wahrscheinlich im frühen 13. Jahrhundert gegründet. Das Dorf gehörte zum Herrschaftsgebiet von Halič und bis zum Ende des 16. Jahrhunderts teilweise auch der Burg Divín. 1700 wurde Ábelová von einer Pestepidemie heimgesucht sowie in den Jahren 1722, 1744 und 1824 von Großbränden schwer beschädigt. 1828 zählte man 80 Häuser und 419 Einwohner, die als Landwirte und Viehhalter beschäftigt waren. Am Anfang des 20. Jahrhunderts gab es ein Brimsenwerk im Ort.
Bis 1918/1919 gehörte der im Komitat Neograd liegende Ort zum Königreich Ungarn und kam danach zur Tschechoslowakei beziehungsweise heute Slowakei. 

## Bevölkerung
| Jahr                | 1994 | 2004     | 2014    | 2024    |
| ------------------- | ---- | -------- | ------- | ------- |
| Anzahl der Personen | 300  | 248      | 232     | 213     |
| Unterschied         |      | −17,33 % | −6,45 % | −8,18 % |

| Jahr                | 2023 | 2024    |
| ------------------- | ---- | ------- |
| Anzahl der Personen | 217  | 213     |
| Unterschied         |      | −1,84 % |

Gemäß der Volkszählung 2021 wohnten in Ábelová 219 Einwohner, davon 107 Männer und 112 Frauen.
65 Einwohner bekannten sich zur Evangelischen Kirche A. B. und 44 Einwohner zur römisch-katholischen Kirche. 83 Einwohner waren konfessionslos.

## Bauwerke und Denkmäler
- evangelische Kirche im klassizistischen Stil aus dem Jahr 1829
- Gedenkhaus an die Schriftstellerin Božena Slančíková-Timrava